# Área Europeia de Radiodifusão

Mapa que mostra a Área Europeia de Radiodifusão em vermelho

A Área Europeia de Radiodifusão ou Zona Europeia de Radiodifusão está definida pela União Internacional de Telecomunicações como:
A "Área Europeia de Radiodifusão" está limitada ao oeste pelo limite ocidental da Região 1, ao leste pelo meridiano 40° de Greenwich e ao sul pelo paralelo 30° Norte que inclui a parte norte da Arábia Saudita e a parte dos países que bordam o mar Mediterrâneo dentro desses limites. Adicionalmente, Arménia, Azerbaijão, Geórgia e as partes dos territórios do Iraque, Jordânia, República Árabe Síria, Turquia e Ucrânia situadas fora dos limites acima, estão incluídas na Área Europeia de Radiodifusão.
A Área Europeia de Radiodifusão inclui territórios fora da Europa e exclui alguns territórios que fazem parte do continente europeu. Por exemplo, a Arménia, o Azerbaijão e a Geórgia não faziam parte da Área Europeia de Radiodifusão até 2007. Após a inclusão desses três países na Conferência Mundial de Radiocomunicações em 2007 (CMR-07), o único território soberano incontestável pertencente ao continente europeu, que mantém-se fora da Zona Europeia de Radiodifusão é o Cazaquistão Ocidental, que representa 4% do Cazaquistão. Mesmo esse país não fazendo parte da área, ainda possui o direito de solicitar sua adesão ao Conselho da Europa.
Os limites da Área Europeia de Radiodifusão têm suas origens nas regiões atendidas e unidas por cabos de telégrafo no século XIX e princípios do século XX. A Área Europeia de Radiodifusão desempenha um papel na definição de elegibilidade de um organismo de rádio ou televisão como membro activo da União Europeia de Radiodifusão. Este membro activo permite nomeadamente participar no Festival Eurovisão da Canção.

## Listas dos países participantes da Zona Europeia de Radiodifusão
| Número | País                 |
| ------ | -------------------- |
| 1      | Albânia              |
| 2      | Alemanha             |
| 3      | Andorra              |
| 4      | Arábia Saudita       |
| 5      | Argélia              |
| 6      | Arménia              |
| 7      | Áustria              |
| 8      | Azerbaijão           |
| 9      | Bélgica              |
| 10     | Bielorrússia         |
| 11     | Bósnia e Herzegovina |
| 12     | Bulgária             |
| 13     | Chipre               |
| 14     | Croácia              |
| 15     | Dinamarca            |
| 16     | Egito                |
| 17     | Espanha              |
| 18     | Estónia              |
| 19     | Eslovénia            |
| 20     | Estónia              |
| 21     | Finlândia            |
| 22     | França               |
| 23     | Geórgia              |
| 24     | Grécia               |
| 25     | Hungria              |
| 26     | Iraque               |
| 27     | Irlanda              |
| 28     | Islândia             |
| 29     | Israel               |
| 30     | Itália               |
| 31     | Jordânia             |
| 32     | Letónia              |
| 33     | Líbano               |
| 34     | Líbia                |
| 35     | Liechtenstein        |
| 36     | Lituânia             |
| 37     | Luxemburgo           |
| 38     | Macedónia            |
| 39     | Malta                |
| 40     | Marrocos             |
| 41     | Moldávia             |
| 42     | Mónaco               |
| 43     | Montenegro           |
| 44     | Noruega              |
| 45     | Países Baixos        |
| 46     | Polónia              |
| 47     | Portugal             |
| 48     | República Checa      |
| 49     | Roménia              |
| 50     | Reino Unido          |
| 51     | Rússia               |
| 52     | São Marinho          |
| 53     | Sérvia               |
| 54     | Síria                |
| 55     | Suécia               |
| 56     | Suíça                |
| 57     | Tunísia              |
| 58     | Turquia              |
| 59     | Ucrânia              |
| 60     | Vaticano             |

Os seguintes territórios encontram-se localizados na Zona Europeia de Radiodifusão, mas não podem participar da União Europeia de Radiodifusão por causa de sua condição de membros não-soberanos:
- Açores: região autónoma da República Portuguesa.
- Região Autónoma da Madeira: região autónoma da República Portuguesa.
- Abecásia: reivindicada como república autónoma da Geórgia.
- Acrotíri e Deceleia: território britânico ultramarino.
- Chipre do Norte: reivindicado como parte de Chipre.
- Curdistão: reivindicado como parte de Iraque.
- Gibraltar: território britânico ultramarino.
- Guernsey: território britânico ultramarino.
- Ilhas Canárias: arquipélago espanhol.
- Ilha de Man: dependência da Coroa do Reino Unido.
- Ilhas Feroé: território dependente da Dinamarca.
- Jersey: dependência da Coroa do Reino Unido.
- Kosovo: reivindicado como província autónoma da Sérvia.
- Nagorno-Karabakh: reivindicado como parte do Azerbaijão.
- Ossétia do Sul: reivindicada como república autónoma da Geórgia.
- Palestina: reivindicado como parte de Israel.
- Transnístria: reivindicada como unidade territorial da Moldávia.